# Deutscher Filmball
Der Deutsche Filmball ist eine Benefizveranstaltung der Spitzenorganisation der Filmwirtschaft e.V. Die Gala findet seit 1974 in München im Hotel Bayerischer Hof statt. Erlöse kommen der Deutschen Filmkünstler-Nothilfe zugute. Der Ball findet im Januar statt und gilt als erster Höhepunkt der Branche im neuen Jahr.
Die für Januar 2021 geplante Veranstaltung wurde im September 2020 aufgrund der COVID-19-Pandemie abgesagt.